# Nectophryne
Nectophryne é um pequeno gênero de sapos da família Bufonidae, sendo composta por apenas duas espécies. Eles são nativos da África Ocidental - Nigéria, Camarões, Gabão, nordeste do Congo, Bioko e Guiné Equatorial. Nectophryne afra usa pequenos corpos d'água para colocar os seus ovos, os quais são guardados pelo macho.

## Espécies
| Nome Binomial e Autor                              | Nome Comum |
| -------------------------------------------------- | ---------- |
| Nectophryne afra Buchholz & Peters in Peters, 1875 |            |
| Nectophryne batesii Boulenger, 1913                |            |

## Ligações Externas
- Frost, Darrel R. 2007. Amphibian Species of the World: an Online Reference. Version 5.1 (10 de Outubro de 2007). Nectophryne. Banco de Dados Eletrônico disponível em http://research.amnh.org/herpetology/amphibia/index.php. American Museum of Natural History, New York, USA. (Acessad0: 04 de Maio de 2008).
- AmphibiaWeb: Information on amphibian biology and conservation. [web application]. 2008. Berkeley, California: Nectophryne. AmphibiaWeb, disponível em http://amphibiaweb.org/. (Acessado: 04 de Maio de 2008).
- eol - Encyclopedia of Life taxon Nectophryne[ligação inativa] em http://www.eol.org.
- ITIS - Integrated Taxonomic Information System on-line database Taxon Nectophryne em http://www.itis.gov/index.html. (Acessado: 04 de Maio de 2008).
- GBIF - Global Biodiversity Information Facility Taxon Nectophryne em http://data.gbif.org/welcome.htm